# Mazoni
Jaume Pla, més conegut pel pseudònim musical com a Mazoni (la Bisbal d'Empordà, 1977), és un cantautor i productor musical català. Va iniciar la seva carrera discogràfica el 2004.

## Biografia
Va formar el seu primer grup als 13 anys, junt amb Carles Sanjosé (Sanjosex), i més tard va ser cantant de Holland Park, amb qui va publicar els discos Welcome to Holland Park (Bankrobber, 2002) i Things were easier when we played music (Bankrobber, 2004). Va abandonar la formació l'any 2004 per començar la seva carrera en solitari.
El seu primer disc sota el nom de Mazoni va ser 7 songs for a sleepless night (Bankrobber, 2004), íntegrament cantat en anglès. L'any 2006 presenta Esgarrapada, 11 noves cançons cantades en català entre les quals va destacar el senzill No tinc temps.
Posteriorment, Si els dits fossin xilòfons va sortir al mercat l'abril de 2007 i li va permetre figurar simultàniament a les portades de Benzina i Enderrock (abril 2007). En aquest disc hi trobem la versió de Bob Dylan La granja de la Paula. El següent elapé va ser Eufòria 5 - Esperança 0, publicat el febrer de 2009.
Entre els projectes paral·lels de Jaume Pla hi trobem la col·laboració amb Pau Riba, a qui va acompanyar amb la Banda dels Lladres (2006). També ha dirigit l'espectacle Mazoni i les Mazoni, reinterpretant el seu repertori amb les veus d'Helena Miquel (Facto Delafé y las Flores Azules), Bikimel i Gemma Solés.
Mazoni ha actuat en festivals com Primavera Sound, MMVV, BAM, popArb, Altaveu, Acústica, Cap Roig i Senglar Rock. El març de 2008 va viatjar a Amèrica per actuar als festivals South By Southwest (Austin) i Canadian Music Week (Toronto). L'any 2010 va protagonitzar una marató de concerts en 31 dies consecutius, posteriorment immortalitzada al disc en directe 13.31.
Mazoni publica el seu nou disc el febrer de 2011, sota el títol Fins que la mort ens separi, que es presenta oficialment el 21 de maig al Palau de la Música Catalana. La presentació del disc al Palau de la Música Catalana dins el Festival de Guitarra va marcar el punt àlgid d'una gira que es va allargar durant dos anys. Entremig, grup també va publicar l'EP «Inaudit» amb tres temes inèdits i va posar música a la sèrie de TV3 «Kubala, Moreno i Manchón» (2013). Més endavant el grup llançaria també el senzill «Magranes molt / Purgatori», amb dos temes inèdits en clau acústica.
L'any 2014 Mazoni publica Sacrifiqueu la princesa, un disc que ha significat una veritable revolució en el so de la banda, deixant de banda les guitarres per donar protagonisme als teclats i l'electrònica. Els primers senzills extrets del disc, «La promesa» i «Un petó per cada cicatriu», es van presentar acompanyats de remescles a càrrec d'artistes com The Suicide Of Western Culture, Guillamino, Miguelito Superstar o Latzaro. Una altra de les cançons, la màntrica «Som la carretera» es va desenvolupar fins als 40 minuts en l'anomenada «versió del conductor», pensada per acompanyar els pensaments dels automobilistes durant llargs trajectes. I finalment «A.I.L.O.D.I.U.» seria escollida dos anys més tard per tancar la segona temporada de la sèrie de TV3 Cites.
En arribar 2015, Mazoni llança una mirada enrere per commemorar un any d'efemèrides. Al març celebra els cinc anys de la mítica gira dels 31 dies amb un stage creatiu a Arts Santa Mònica, on compon noves cançons a la vista del públic. Aquesta doble experiència es recull al llibre Mazoni: 31 dies de gira / 31 dies tancat (laBreu Edicions / Bankrobber), escrit pel periodista Nando Cruz. A partir de l'abril, Mazoni emprèn la nova gira «Totes les històries que hem viscut», evocadora mirada enrere on relliga els grans èxits de deu anys de trajectòria amb el moment actual de la banda.
Amb 7 songs for an endless night, publicat l'11 de març de 2016, va retornar a l'anglès de la mà del productor Brendan Lynch, col·laborador habitual de Paul Weller o Primal Scream. En el disc hi participa tota la formació habitual de Mazoni, amb Aleix Bou, Miquel Sospedra, Guillermo Martorell acompanyant Jaume Pla. A més, Núria Graham col·labora posant la veu a «Never push a sailor», Carn, os i tot inclòs (2017), Cançons robades (2018) i Desig imbècil (2019).

## Discografia
- 7 songs for a sleepless night (Bankrobber, 2004)
- Esgarrapada (Bankrobber, 2006)
- Si els dits fossin xilòfons (Bankrobber, 2007)
- Eufòria 5 - Esperança 0 (Bankrobber, 2009)
- 13.31 (en directe, Bankrobber, 2010)
- Fins que la mort ens separi (Bankrobber, 2011)[3]
- Inaudit (single, Bankrobber, 2011)
- Magranes molt / Purgatori (single, Bankrobber, 2013)
- Sacrifiqueu la princesa (Bankrobber, 2014)
- 7 songs for an endless night (Bankrobber, 2016)
- Carn, os i tot inclòs (Bankrobber, 2017)
- Cançons robades (Bankrobber, 2018)
- Desig imbècil (Bankrobber, 2019)
- Ludwig (Bankrobber, 2021)